# تیمولائوس
تیمولائوس سیزیکوس (یونانی: Τιμόλαος Κυζικηνός؛ زادهٔ) فیلسوف و یکی از شاگردان افلاطون است. سیزیکوس شهر باستانی میزیا است که در شمال غربی آسیای صغیر واقع شده است.